# Francisco Rodrigues (futbolista brasileño)
Francisco Rodrígues, también conocido como Rodrígues Tatú, (nacido el 27 de junio de 1925 en São Paulo, Brasil, fallecido en la misma ciudad el 30 de octubre de 1988) fue un futbolista brasileño. Se desempeñaba como delantero y su primer club fue Ypiranga de São Paulo. Participó de dos Copas del Mundo.

## Carrera
Comenzó su trayectoria en un club menor de São Paulo, Ypiranga. Se destacó por ser un futbolista hábil, de gran velocidad y propietario de una zurda exquisita. Recibió su apodo Tatú en sus tiempos de juventud, dado su parecido físico con el animal.
Sus buenas actuaciones llamaron la atención de Fluminense, club que se hizo con sus servicios en 1945. Con el club carioca disputó 199 partidos y convirtió 94 goles. Obtuvo el Carioca 1946, además de ser el goleador del mismo con 28 tantos.
En 1950 pasó a Palmeiras, etapa en la que marcaría su consagración como futbolista destacado. Ese mismo año fue campeón del Paulista y la Copa Ciudad de São Paulo; en 1951 conquistó la primera edición de la Copa Río, torneo de carácter amistoso considerado como antecesor del actual Mundial de Clubes. Convirtió uno de los goles ante Juventus de Turín en la final de vuelta que finalizó 2-2 y que permitió la obtención del título, merced al triunfo 1-0 en el partido de ida. Esa misma temporada consiguió la Copa Río-São Paulo y nuevamente la Copa Ciudad de São Paulo. Se mantuvo en Palmeiras hasta 1955, teniendo una segunda etapa en el club un año después. Totalizó 232 partidos y 127 goles en este club.

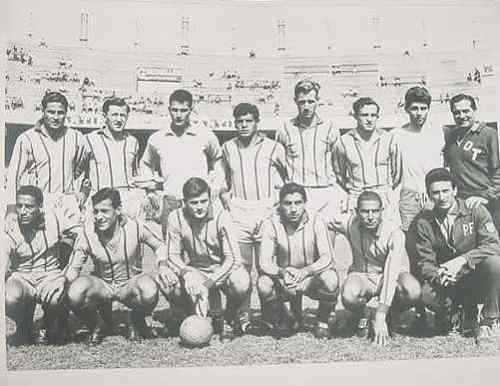
Formación de Rosario Central en 1960. Rodrígues cierra la fila de los hincados, mientras que su hermano Antonio es el primero en la misma.

En la segunda parte del año 1955 fue transferido a Botafogo, equipo en el que jugó una temporada. Retornó a su ciudad natal para jugar primero en Palmeiras y luego en Paulista y Juventus, clubes en los que siguió demostrando su jerarquía.
En 1960 emigró a Argentina, donde jugó para Rosario Central, junto a su hermano Antonio. Disputó 35 partidos y marcó 10 goles con la casaca auriazul en una temporada y media. Compartió equipo con futbolistas de la talla de César Menotti, Marcelo Pagani y el Gitano Juárez. Le marcó un gol a Newell's en el clásico rosarino disputado el 25 de septiembre de 1960 en Arroyito, que finalizó 4-1 para el canalla, anotando también un gol su hermano Antonio.

## Clubes
| Club                 | País      | Año       |
| -------------------- | --------- | --------- |
| Ypiranga (São Paulo) | Brasil    | 1942-1944 |
| Fluminense           | Brasil    | 1945-1950 |
| Palmeiras            | Brasil    | 1950-1955 |
| Botafogo             | Brasil    | 1955-1956 |
| Palmeiras            | Brasil    | 1956-1957 |
| Juventus (San Pablo) | Brasil    | 1957      |
| Paulista             | Brasil    | 1958      |
| Juventus (San Pablo) | Brasil    | 1959      |
| Rosario Central      | Argentina | 1960-1961 |

## Selección Brasileña

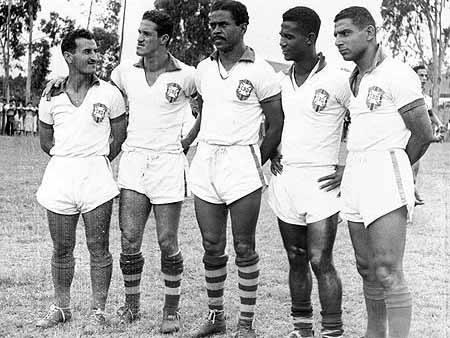
Delantera de Brasil en 1953: Cláudio, Ademir de Menezes, Baltazar, Didí y Rodrígues.

Vistió la casaca canarinha en 20 oportunidades, convirtiendo 7 goles. Disputó los Mundiales de 1950 y 1954, y el Campeonato Sudamericano 1953, entre otros torneos.
Tuvo su primera convocatoria en los meses previos al Mundial de 1950. Su debut se produjo el 7 de mayo de 1950 ante Paraguay, por la Copa Oswaldo Cruz, partido disputado en el Estadio São Januário con victoria de su equipo 2-0. El empate en la revancha le confirió el título a Brasil. 
Fue confirmado por el entrenador Flávio Costa en el plantel que disputó el Mundial, siendo el suplente de Chico; no llegó a jugar minutos en el torneo, que finalizó con el título para Uruguay y el subcampeonato para los locales, tras el histórico Maracanazo.
Su siguiente participación fue durante el Campeonato Panamericano de Fútbol de 1952, con sede en Chile. Su equipo se alzó con el título, y Rodrígues marcó 3 goles en los 5 partidos que disputó Brasil: 2 a Panamá y 1 a Uruguay.
En 1953 participó del Campeonato Sudamericano, con sede en Perú. Allí disputó como titular 5 de los 6 encuentros de su seleccionado, marcando 2 goles, ambos a Bolivia. Brasil resultó subcampeón.
Al año siguiente se hizo presente en una nueva cita mundialista: Suiza 1954. Luego de jugar tres partidos en las Eliminatorias y lograr la clasificación ante Chile y Paraguay, integró el plantel comandado por Zezé Moreira, siendo titular en los dos partidos de la primera fase ante México y Yugoslavia, pero no pudiendo disputar el encuentro de cuartos de final ante Hungría, en la denominada Batalla de Berna, en la que Brasil quedó eliminado. En la previa al torneo había disputado dos encuentros amistosos ante Colombia, marcando 2 goles en el primero de ellos.
Su última participación con el Scratch fue el 20 de septiembre de 1955, por la Copa Bernardo O'Higgins ante Chile, título que terminó en las vitrinas brasileñas.

### Participaciones en la selección brasileña
| Copa                                                 | Sede          | Resultado              | PJ | Goles |
| ---------------------------------------------------- | ------------- | ---------------------- | -- | ----- |
| Partidos amistosos                                   | Brasil        | N/C                    | 2  | 2     |
| Copa Oswaldo Cruz 1950                               | Brasil        | Campeón                | 2  | 0     |
| Copa del Mundo 1950                                  | Brasil        | Subcampeón             | 0  | 0     |
| Campeonato Panamericano de Fútbol 1952               | Chile         | Campeón                | 5  | 3     |
| Campeonato Sudamericano 1953                         | Perú          | Subcampeón             | 5  | 2     |
| Clasificación para la Copa Mundial de Fútbol de 1954 | Sin sede fija | Clasificado al Mundial | 3  | 0     |
| Copa del Mundo 1954                                  | Suiza         | Cuartos de final       | 2  | 0     |
| Copa Bernardo O'Higgins 1955                         | Brasil        | Campeón                | 1  | 0     |

## Palmarés

### A nivel clubes
| Equipo     | País   | Título                   | Año  |
| ---------- | ------ | ------------------------ | ---- |
| Fluminense | Brasil | Campeonato Carioca       | 1946 |
| Palmeiras  | Brasil | Campeonato Paulista      | 1950 |
| Palmeiras  | Brasil | Copa Ciudad de São Paulo | 1950 |
| Palmeiras  | Brasil | Copa Río                 | 1951 |
| Palmeiras  | Brasil | Torneo Río-São Paulo     | 1951 |
| Palmeiras  | Brasil | Copa Ciudad de São Paulo | 1951 |

### Con la Selección de Brasil
| Título                  | Sede   | Año  |
| ----------------------- | ------ | ---- |
| Copa Oswaldo Cruz       | Brasil | 1950 |
| Campeonato Panamericano | Chile  | 1952 |
| Copa Bernardo O'Higgins | Brasil | 1955 |

### Distinciones individuales
| Título                          | Año  | Equipo     | País   |
| ------------------------------- | ---- | ---------- | ------ |
| Goleador del Campeonato Carioca | 1946 | Fluminense | Brasil |